# 松岛镇区
松岛镇區（英語：Pine Island Township）是美国明尼蘇達州古德休县的一个鎮區。2000年人口普查統計总人口為628人。松岛镇區在1858年成立。

## 地理
据美国普查局統計，松岛镇區总面积32.7平方英里（84.8km2），其中32.7平方英里（84.8km 2 ）為陆域，0.03%為水域。

## 人口统计
根據2000年美國人口普查 ，全镇區人口628人、215個住戶，176個家庭。人口密度为每平方英里19.2人。全鎮區有221个住宅，平均密度为每平方米英里6.8個。松岛镇區有98.89%白人、0.32%非裔美国人、0.48%美洲原住民、0.16%亚裔和0.16%其他种族。任何种族的西班牙裔或拉丁裔人口則佔0.48%。
松岛镇區共有215户家戶，其中35.3%有18岁以下子女同住，73.5%为已婚夫妇，2.8%有女户主但無丈夫，18.1%为非家庭家戶。14.9%的家戶由個人组成，6.5%的家戶有65岁或以上的独居者。平均家戶人数为2.92人，平均家庭人数为3.24人。
松岛镇區人口年齡分布分散，18岁以下佔28.2%，18-24岁佔8%，25-44岁佔25.6%，45-64岁佔29.1%，65岁以上佔9.1%。年龄中位數是38岁。每100名女性有125.1名男性。每100名18岁或以上女性則有113.7名男性。
松岛镇區家戶收入中位数为59,063美元，家庭收入中位数則为61,964美元。男性收入中位数为32,120美元，女性則是24,375美元。松岛镇區人均收入为22,193美元。大约1.1%的家庭和3.2%的人口处于貧窮线以下，其中有3.7%18岁以下人口和6.8%65岁及以上人口。